# Однажды в Америке
«Однажды в Америке» (англ. Once Upon a Time in America, итал. C'era una volta in America) — гангстерский фильм режиссёра Серджо Леоне, вышедший на экраны в 1984 году и частично основанный на автобиографическом произведении Гарри Грея.
История дружбы и предательства нескольких гангстеров и бутлегеров, которые встретились в юном возрасте в начале двадцатого века в еврейском квартале Нью-Йорка и разбогатевших во времена сухого закона в США, показана через прихотливое сплетение воспоминаний главного героя.
Эта последняя режиссёрская работа Серджо Леоне вышла в прокат в искажённом виде. После восстановления первоначального хронометража и структуры картина стала рассматриваться как одно из высших достижений гангстерского жанра. Кинолента «Однажды в Америке» стабильно входит в лучшую сотню фильмов по версии IMDb.

## Сюжет
В четырёхчасовом фильме прослежена судьба пяти однажды встретившихся друзей из еврейского квартала в Нижнем Ист-Сайде на протяжении полувека (вплоть до 1968 года). Основные события показаны глазами Дэвида Ааронсона по прозвищу Лапша (Роберт Де Ниро). В погоне за «американской мечтой» во время действия «сухого закона» Ааронсон становится криминальным воротилой. Из лучших соображений он предаёт своих товарищей и становится виновником их гибели. Его мечты о счастье с любимой женщиной развеиваются как дым в опиумной курильне.
Фильм построен как переплетение трёх временных (1920-е, 1930-е и 1960-е годы) и двух смысловых сюжетных линий.
Главный герой Дэвид Ааронсон по прозвищу Лапша (Noodles), когда-то гангстер и бутлегер, а ныне пожилой человек без определённых занятий, в течение тридцати пяти лет прятавшийся от своего преступного прошлого, приезжает в Нью-Йорк. Лапша получает сообщение о необходимости перенести могилы друзей из-за продажи и сноса старого кладбища. Хотя он и тщательно скрывался много лет, его местонахождение для кого-то неизвестного больше не секрет. Попав в родной квартал, Лапша сталкивается со своим прошлым: «Бар толстяка Мо», предметы в доме — всё напоминает ему о пережитом. Лапша обнаруживает, что кто-то уже перенёс могилы на новое кладбище, выстроив для этой цели роскошный склеп. В склепе Лапша обнаруживает мемориальную табличку, где написано, что этот склеп построил он сам в память о своих друзьях. Рядом висит ключ от ячейки вокзальной камеры хранения, который кто-то оставил для него.
Память переносит Лапшу в 1920-е и 1930-е годы. Начинал он в банде подростков, промышлявших в еврейском квартале Нью-Йорка.
Начало 20-х годов: Дэвид Ааронсон (Лапша), Максимилиан Беркович (Макс), Патрик Голдберг (Простак, Patsy), Филипп Штейн (Косой, Cockeye) и малыш Доминик занимаются воровством, грабежом и прочими аферами. Два лидера, Лапша и Макс, находят общий язык, и банда становится сильнее. Ребята, будучи подростками, проявляют недетские ум, сноровку и сообразительность, сначала подчинив шантажом офицера Уайти, контролирующего квартал, а позже выполняя поручения представителей организованной преступности. Благодаря своему изобретению, «поплавку с солью», они спасают контрабандный груз алкоголя и получают свой первый серьёзный куш, выловив ящики со спиртным. Ребята соглашаются с предложением Макса, складывать половину выручки в общий фонд в чемодане в сейфе камеры хранения, а ключ отдать Толстяку Мо, который отдаст его только всем им вместе. У моста ребята натыкаются на местного авторитета Багси, на которого они раньше работали. Выстрел Багси скашивает Доминика, он умирает на руках у Лапши. Багси замечает Простака, но в этот момент Лапша закалывает его ножом и заодно наносит два ножевых удара подоспевшему полицейскому. Он попадает в тюрьму на десять с лишним лет.
Лапша выходит на свободу в 1930-е годы. Вся его старая банда преуспевает — они содержат подпольное питейное заведение, процветающее в условиях сухого закона. Лапша активно включается в преступную деятельность. Постепенно они начинают заниматься всё более серьёзными делами, связанными с ограблениями и убийствами. Банду Лапши и Макса используют политики в противостоянии между профсоюзом и боссами сталелитейного концерна. Воротила Шарки предлагает банде сотрудничество, заявляя, что сухой закон рано или поздно закончится. Лапша отказывается и собирается уходить.

Лапша: (обращаясь к политику) Мне не нужны твои связи и я не доверяю политикам.

Макс: Ты всё ещё рассуждаешь как уличный пацан. Если бы мы слушали тебя, то по-прежнему шмонали бы пьяниц в баре!

Лапша: В чём дело — ты банкрот? 

Макс: Не действуй мне на нервы, Лапша! Я говорю о реальных деньгах.

Лапша: (достаёт из кармана пачку денег) Вот это реальные деньги, у меня их много. Одолжить тебе? 

Макс: Будешь таскать грязь с улицы всю свою жизнь?

Лапша: А мне нравится улица, она мне жизнь облегчает. Мне нравится её нюхать, она прочищает лёгкие. И член от неё хорошо стоит.
Друзья отправляются на море и Макс посвящает Лапшу в замысел ограбить Федеральный резервный банк Нью-Йорка. Любовница Макса Кэрол и Лапша стоят у ворот банка, там полно вооружённых полицейских. Кэрол говорит, что у Макса на уме только это дерзкое дело, его уже и постель не интересует. Она просит Лапшу отправить Макса в тюрьму ненадолго, чтобы тот остался в живых и отказался от своей безумной идеи. Лапша решает сдать своих друзей полиции, когда они будут перевозить очередную партию спиртного, надеясь спасти их от самоубийственной попытки ограбления банка.
Лапша звонит в полицию от имени неизвестного доброжелателя и рассказывает о предстоящей перевозке спиртного. Он видит тела Простака и Косого, убитых в перестрелке с полицией, и обгоревшее до полной неузнаваемости тело — очевидно, Макса. Убийцы из синдиката отправляются на поиски Лапши. Они пристреливают любовницу Лапши Ив, не добившись от неё сведений о том, где находится Лапша. Громилы избивают Толстяка Мо, тот выдаёт, что Лапша находится в китайском театре, который служит прикрытием для курильни опиума. Они направляются туда, один остаётся. В театре китаец предупреждает Лапшу о приходе недоброжелателей и указывает на безопасный выход на улицу. Лапша проникает в бар Толстяка Мо и убивает оставшегося там боевика. Он забирает ключ от ячейки, где хранится общак. Однако в чемодане он обнаруживает только пачку газет. Лапша покупает билет на первый же рейс автобуса в один конец и исчезает из Нью-Йорка на тридцать пять лет.
Другая параллельная сюжетная линия — романтические взаимоотношения Лапши и Деборы, сестры Толстяка Мо. Ещё будучи подростками, они питали сильную симпатию друг к другу, но отношения их не сложились. Он был уличным бродягой-босяком, а она мечтала о сцене. Прошло много лет, Дебора стала известной актрисой. Лапша, выйдя из тюрьмы, стал матёрым гангстером, но они так и не смогли найти общий язык. Лапша арендовал целый ресторан и пригласил туда Дебору. Лапша говорит, что благодаря мыслям о Деборе смог пережить заключение в тюрьме, что он каждый день думал о ней. Дебора сообщает Лапше, что уезжает в Голливуд, чтобы стать знаменитой актрисой, и что они не могут быть вместе. В машине Дебора на прощание целует Лапшу, но тот не останавливается и насилует Дебору в машине. Пьяный Лапша знакомится с Ив и проводит с ней ночь. На следующий день он провожает Дебору на вокзале.
60-е годы. Лапша, открыв найденным в склепе ключом ячейку камеры хранения, где ещё с 20-х годов они хранили свой общак, обнаруживает новый чемодан с крупной суммой денег. Поверх денег лежит записка: «Это аванс за будущую работу». Заказчик — министр Бейли.
Бывшая любовница Макса сообщает Лапше, что Макс просчитал, что его сдадут полиции. Когда полисмены остановили их машину, он первым открыл огонь. Макс хотел умереть, а не закончить дни в психушке, как его отец, поэтому он так болезненно относился к словам Лапши: «Ты сумасшедший». Лапша видит фотографию, на которой изображены покровитель этого заведения и Дебора.
Лапша посещает спектакль, где Дебора играет Клеопатру, и заходит в её гримёрку. Он узнаёт, что Дебора была все эти годы любовницей министра торговли Бейли. В дверь стучит сын министра Бейли, но Дебора просит его подождать снаружи. Дебора умоляет Лапшу выйти через другую дверь, чтобы не видеть сына министра Бейли, а также не приходить на вечеринку по приглашению министра Бейли. Лапша не слушает Дебору. Увидев сына министра Бейли, он тут же всё понимает. На глазах у него появляются слёзы. Сын министра Бейли как две капли воды похож на Макса в молодости. Юношу зовут Дэвидом, как и Лапшу.
Лапша приходит на вечеринку в дом Бейли. Это постаревший друг Лапши Макс. Он рассказывает, что инсценировал свою смерть — это была операция синдиката, полицейские были «в доле». Бейли ожидает допроса в комитете, но не собирается туда, считая себя конченым человеком. Макс хочет, чтобы именно Лапша застрелил его, так как сможет принять смерть только от его рук. Этим он хочет искупить свою вину перед Лапшой и вернуть долг, ведь он присвоил не только общак, но и любимую женщину Лапши, оставив Лапше 35 лет скорби и вины за гибель лучшего друга. Он гарантирует полную анонимность своего убийства, открывая потайную дверь с выходом на улицу.
Лапша говорит Бейли, что не понимает, о чём тот говорит, и что тот ему ничего не должен, а также то, что раньше они и убивали людей, выполняли разные заказы, но они никогда бы не пошли на такой контракт, который предлагает Бейли. Он говорит Бейли, что много лет назад у него был друг, который ему был очень дорог, но этот друг Макс давно погиб. Он говорит, что это была великая дружба, и добавляет, что «всё обернулось плохо — и для него, и для меня». Прощаясь, Лапша говорит: «Надеюсь, расследование ничего не выявит. Жалко будет, если труд всей жизни пойдёт насмарку», и покидает дом через чёрный ход. Лапша замечает, как Бейли проходит мимо фургона-мусороразмалывателя и исчезает за ним.
Фильм заканчивается последним флешбэком — сценой, возвращающей в 1930-е годы. Лапша заходит в китайский театр, ложится на спину, затягивается трубкой с опиумом и счастливо улыбается.

## В ролях
- Роберт Де Ниро — Дэвид «Лапша» Ааронсон[8]
  - Скотт Тайлер — «Лапша» в юности
- Джеймс Вудс — Максимилиан «Макс» Беркович (1905—1933)
  - Расти Джейкобс[англ.] — «Макс» в юности / Дэвид Бейли
- Элизабет Макговерн — Дебора Гелли
  - Дженнифер Коннелли — Дебора в юности
- Джеймс Хейден — Патрик «Простак» Голдберг (1907—1933)
  - Брайан Блум[англ.] — «Простак» в юности
- Уильям Форсайт — Филип «Косой» Штайн (1907—1933)
  - Эдриен Кьюрен — «Косой» в юности
- Ларри Рэпп — Мо «Толстяк Мо» Гелли
  - Майк Монетти — «Толстяк Мо» в юности
- Тьюсдей Уэлд — Кэрол
- Дарлэнн Флюгел — Эви
- Джо Пеши — Фрэнки Манольди
- Трит Уильямс — Джеймс Конвей О’Доннелл
- Джеймс Руссо — Багси
- Эми Райдер — Пегги
  - Джулия Коэн[англ.] — Пегги в юности
- Берт Янг — Джо Минальди
- Ричард Брайт — «Цыплёнок Джо»
- Дэнни Айелло — шеф полиции Винсент Айелло
- Ной Моацеци — Доминик
- Ольга Карлатос — женщина в китайском театре
- Джои Фэй[англ.] — пожилой мужчина у катафалка
- Арнон Милчен — водитель (камео)

## Съёмки

### Кастинг
В обойму кандидатов на главные роли входило свыше двухсот актёров. В итоге на роли основных героев фильма, евреев, были отобраны актёры других национальностей. В середине 1970-х годов одним из основных претендентов на роль «Макса» или «Лапши» выступал Жерар Депардьё, который пообещал в случае необходимости выработать у себя американский акцент. На роль Кэрол претендовала Клаудия Кардинале. Одним из претендентов на роль «Макса» был друг Роберта Де Ниро Джо Пеши. После неудачной пробы Джо режиссёр предложил ему выбрать любую роль в фильме, какая только ему понравится — так Пеши сыграл Фрэнки.
Следующий этап кастинга состоял в подборе подростков на роли главных героев в юности. Во главу угла ставилось максимальное физическое сходство с теми актёрами, которые играют тех же персонажей в зрелом возрасте. Роль юной Деборы стала кинодебютом 14-летней модели Дженнифер Коннелли. Уже в следующем году она сыграла ведущую роль в фильме ужасов «Феномен» итальянского режиссёра Дарио Ардженто.

### Производство
Существенны для фильма время и годы. Тут меня больше интересует нереалистичное и иносказательное. Самое важное — ощущение галлюцинации, путешествия во сне, порождённое опиумом, с которого начинается и которым заканчивается фильм.
При разработке каркаса будущего фильма Леоне отталкивался от автобиографического романа «The Hoods» Гарри Грея (1901—1980), уроженца Одессы. Леоне стал общаться с Греем и обдумывать замысел фильма в конце 1960-х гг., но на добывание авторских прав у режиссёра ушли годы. По мере роста масштабности замысла он привлёк в ряды сценаристов Нормана Мейлера и Стюарта Камински.
Фильм снят сферической оптикой на стандартной киноплёнке 35-мм в кашетированном формате с соотношением сторон кадра 1,85:1. Прокатные фильмокопии отпечатаны контактным способом с таким же соотношением сторон.
Сцены на морском берегу Майами-Бич были сняты в городе Сент-Питерсберге, Флорида. Отель, в который разбогатевший «Лапша» пригласил Дебору, снимался в Венеции. При этом дорога, по которой они возвращались домой, находится через океан — на побережье Нью-Джерси. Роль шофёра сыграл продюсер фильма Арнон Милчен.
Роберт Де Ниро предложил, чтобы стареющий «Макс» обладал ослепительной улыбкой белоснежных зубов — это должно было продемонстрировать его богатство и тщеславие. Продюсеры отказались оплачивать связанные с этим расходы, и Де Ниро взял их на себя. В ходе подготовки к роли «Лапши» Де Ниро попросил о личной встрече со знаменитым криминальным боссом, уроженцем Гродно, Меером Лански (1902—1983), на образ которого он ориентировался. В этой встрече ему было отказано.
В ходе работы над фильмом 10-часовой отснятый материал был урезан до шести часов. Поначалу Леоне хотел выпустить свою картину в виде двух трёхчасовых серий, но киностудия не оценила этой идеи. До нынешнего объёма фильм сократил новый монтажёр Зак Стенберг, специально приглашённый для этой цели в съёмочную группу.
Музыкальным лейтмотивом фильма служит популярная песня «Амапола».

## Прокатные версии
Для проката в США фильм был урезан до 139 минут, причём все сцены были перемонтированы компанией Алана Ладда в хронологическом порядке, что убило замысел режиссёра и рассеяло содержательно важную для фильма ауру неопределённости. В эту версию не вошли ни встреча постаревших «Лапши» и Деборы, ни исчезновение Макса за мусорной машиной. Эмоциональная составляющая уступила место смакованию насилия. В этой версии фильм провалился в прокате и получил разгромные отзывы в прессе. «Эпическая поэма алчности и насилия была перемолота в невразумительное месиво, лишённое фактуры, атмосферы, чувства времени и всякого смысла», — прокомментировал произошедшее Роджер Эберт. 

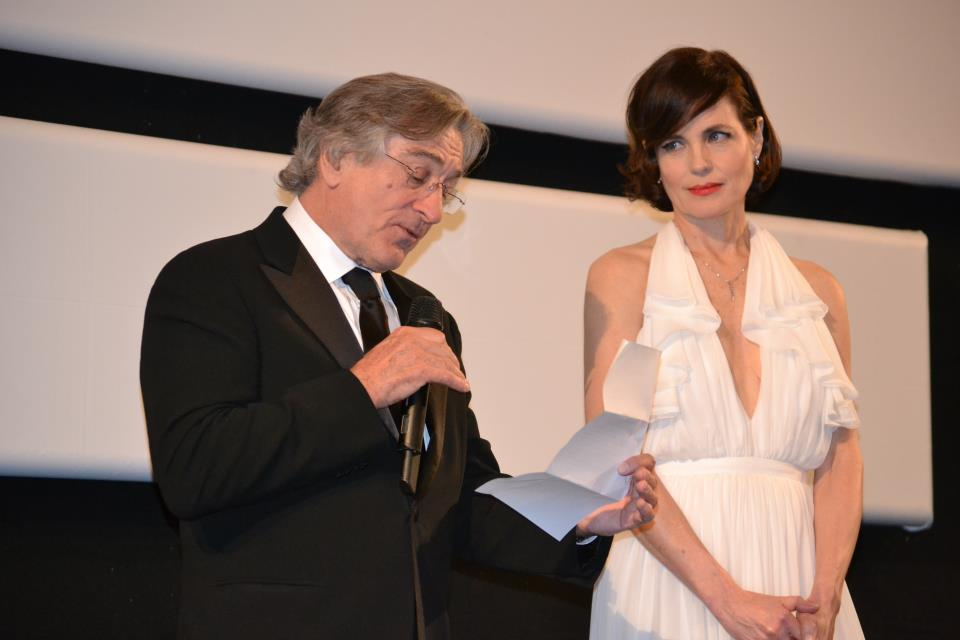
Роберт Де Ниро и Элизабет Макговерн представляют отреставрированный фильм на Каннском фестивале 2012 года.

Леоне был настолько возмущён тем, что произошло с его детищем, что до конца жизни отошёл от кинопроизводства. «Трагедия фильма в том, что его уничтожат в той стране, для которой он в первую очередь предназначался», — кипятился режиссёр летом 1984 года. — «Но вы знаете прокатчиков, и Ладд не худший из них. Один прокатчик с Ближнего Востока сказал, что готов купить фильм при условии, что мы вырежем все сцены с евреями!».
Более полная версия фильма продолжительностью 251 минуту была представлена Робертом Де Ниро и Элизабет Макговерн на Каннском фестивале 2012 года. Версия была подготовлена в итальянской студии при участии детей Серджо Леоне. Изначально ожидалось, что полная версия выйдет продолжительностью 269 минут, но юридические споры по правам не позволили включить некоторые сцены. Мартин Скорсезе в 2012 году заявил, что поможет детям Серджо Леоне с приобретением прав на оставшиеся 18 минут вырезанных сцен с тем, чтобы выпустить полную 269-минутную версию фильма.

## Анализ
Последний фильм Серджо Леоне не сразу нашёл своего зрителя. Многих отталкивали продолжительность хронометража, открывающие фильм сцены жёсткого насилия, отсутствие положительных персонажей, режиссёрский пессимизм. Несмотря на свойственный фильмам Леоне эпический замах, «Однажды в Америке» заканчивается на камерной, элегической ноте. «Это очень горький фильм, — признавался режиссёр, — жизнь главного героя оканчивается катастрофой». По мнению составителей киносправочника TimeOut, «эмоциональное ядро фильма — мрачная элегия о человеке, которого перемалывает время и который в конце не испытывает ничего, кроме бессильной печали».
В 1984 г. Ричард Корлисс предупреждал читателей журнала TIME: «Это в конечном счёте европейский артхаус, от которого не стоит ожидать реактивности голливудского болида». По мнению же Дэйва Кера, сила фильма как раз в том, что он не замыкается в оболочке высокого искусства, а занимает и развлекает зрителя не хуже Голливуда. Сцена за сценой 4-часового фильма построены так, чтобы производить на зрителя максимальный эмоциональный эффект: «Каждый жест непосредствен и вместе с тем отпечатан в вечности», — пишет Кер.

### Сновидческий аспект
Осознание собственной вины в гибели друзей гнетёт героя Де Ниро на протяжении десятилетий — пока он не понимает, что был не предателем, а преданным, не преступником, а жертвой. Режиссёрская хитрость в том, что опиумный туман ставит под сомнение такую развязку. Как отмечает Р. Эберт, всё происходящее на экране может быть трактовано как опиумная грёза, кошмар или воспоминание. Блаженная улыбка главного героя в последнем кадре оставляет вероятность того, что во время опиумной грёзы он смоделировал такую картину будущего, которая освобождает его от груза вины за смерть лучшего друга и изнасилование той женщины, которую он любил. Глубину испытываемого им чувства вины подчёркивают экспрессионистские кадры трезвонящего телефона в начале фильма. В начале работы над фильмом режиссёр называл опиумную курильню «приютом, гаванью, убежищем» героя Де Ниро. При этом не вполне понятно, как герой в 1933 году мог вообразить себе 1960-е с точностью до таких мелких деталей, как цветной телевизор. Леоне отмечал, что опиум чаще порождает грёзы о будущем, чем воспоминания о былом. В интервью он признаёт, что «фильм может представлять то, что возникает в воображении героя под действием наркотика». При этом оба чтения — буквальное и сновидческое — в равной степени возможны: «Я говорю и да, и нет разом», — замечал по этому поводу Леоне.
Сдав своих друзей в 1933 году, «Лапша» погиб и морально, и физически. То, что его грёза не всегда правдоподобна, меня не волнует. Для меня и реальность — сновидение. <…> Это позволяет мне, европейцу, оказаться внутри американского мифа. Пока «Лапша» мечтает о том, как бы могла сложиться его жизнь, пока он представляет себе будущее, у меня, у европейца, появляется возможность грезить американскими мифами. И это идеальное сочетание. Мы идём рука об руку: «Лапша» со своей грёзой и я со своей. Будто одна песня накладывается на другую. Для меня «Лапша» не покидает 1930-х. Всё остальное ему снится. Весь фильм — это опиумная грёза «Лапши», сквозь которую я воскрешаю призраки кино и американских мифов.

## Награды и номинации
Премия «Золотой глобус» (1985):
- Лучшая работа режиссёра — Серджо Леоне (номинация)
- Лучшая музыка к фильму — Эннио Морриконе (номинация)

Премия BAFTA (1985):
- Лучшая работа режиссёра — Серджо Леоне (номинация)
- Лучшая актриса второго плана — Тьюсдей Уэлд (номинация)
- Лучшая работа оператора — Тонино Делли Колли (номинация)
- Лучшая музыка к фильму — Эннио Морриконе (награда)
- Лучший дизайн костюмов — Габриэлла Пескуччи (награда)

Премия «Давид ди Донателло» (1985):
- Лучший иностранный режиссёр — Серджо Леоне (номинация)

Премия итальянского синдиката киножурналистов «Серебряная лента» (1985):
- Лучшая работа режиссёра — Серджо Леоне (награда)
- Лучшая музыка — Эннио Морриконе (награда)
- Лучшая работа художника — Карло Сими (награда)
- Лучшая операторская работа — Тонино Делли Колли (награда)
- Лучшие спецэффекты — Migliori Effetti Speciali (награда)

Фильм не был номинирован на «Оскар» ни в одной из категорий. Ожидалось, что Морриконе будет номинирован за лучшую музыку к фильму, но из-за технической ошибки (имя композитора было вырезано из вступительных титров при перемонтаже) номинация оказалась невозможной по правилам киноакадемии.